# Amin Sarr
Amin Sarr, född 11 mars 2001, är en svensk fotbollsspelare som spelar för Hellas Verona, på lån från franska klubben Lyon.

## Karriär
Sarr började spela fotboll i AIF Barrikaden och spelade därefter för Kulladals FF, Husie IF och Trelleborgs FF. Han spelade en match för Husie IF i Division 4 2016. Som 16-åring gick Sarr till Malmö FF. Sarr A-lagsdebuterade i februari 2020 då han blev inbytt i en träningsmatch mot Jönköpings Södra.
I april 2020 skrev han på sitt första A-lagskontrakt med MFF, ett kontrakt fram över säsongen 2021. Sarr gjorde allsvensk debut den 16 juli 2020 i en 2–1-vinst över Östersunds FK, där han blev inbytt i den 72:a minuten mot Søren Rieks.
Sarr gjorde sin första allsvenska match från start mot IFK Göteborg 2 augusti 2020. Sarr gjorde även mål i matchen. Säsongen 2021 var Sarr utlånad till Mjällby AIF.
Den 31 januari 2022 värvades Sarr av nederländska Heerenveen, där han skrev på ett 3,5-årskontrakt. Sarr debuterade i Eredivisie den 5 februari 2022 i en 2–0-förlust mot Fortuna Sittard, där han blev inbytt i den 62:a minuten mot Filip Stevanović.
Den 30 januari 2023 värvades Sarr av den franska klubben Lyon för ca 135 mkr. Kontraktet skrevs på 4,5 år. Den 31 augusti 2023 lånades han ut till tyska Wolfsburg på ett säsongslån. Den 27 augusti 2024 lånades Sarr ut till Serie A-klubben Hellas Verona på ett säsongslån.

## Meriter
Malmö FF
- Allsvenskan: 2020